# Костољани на Хорнаду
Костољани на Хорнаду (слч. Kostoľany nad Hornádom) насељено је мјесто са административним статусом сеоске општине (слч. obec) у округу Кошице-околина, у Кошичком крају, Словачка Република.

## Становништво
| Година:    | 1994. | 2004. | 2014.   | 2024.   |
| ---------- | ----- | ----- | ------- | ------- |
| Број људи: | 0     | 1199  | 1229    | 1188    |
| Разлика:   |       | –     | +2,50 % | -3,33 % |

| Година:    | 2023. | 2024.   |
| ---------- | ----- | ------- |
| Број људи: | 1207  | 1188    |
| Разлика:   |       | -1,57 % |

Према подацима о броју становника из 2011. године насеље је имало 1.191 становника.